# Luminosità solare

Evoluzione della luminosità solare, del raggio e della temperatura effettiva rapportata alla situazione al 2010. Ribas (2010)

In astronomia, la luminosità solare standard è un'unità di misura, usata per esprimere la luminosità delle stelle e di oggetti più grandi quali le nebulose ad emissione.

## Descrizione
La luminosità solare è un'unità di misura del flusso radiante emesso sotto forma di fotoni e utilizzata in astronomia per misurare la luminosità di stelle, galassie e altri oggetti celesti confrontandola con l'emissione dal Sole.
La luminosità nominale è definita dall'Unione Astronomica Internazionale e il suo valore e il suo simbolo convenzionale sono:
{\displaystyle L_{\odot }=3,832\times 10^{26}\ \mathrm {W} }
Questo valore non include il contributo del neutrino solare che aggiungerebbe 8,8×1024 W, portando la luminosità totale a 3,916×1026 W.
Il Sole è classificabile come una stella debolmente variabile, per cui la sua luminosità tende a fluttuare. Le fluttuazioni solari seguono un ciclo di variazione periodica quasi undecennale causate dalla presenza delle macchie solari che comporta una fluttuazione di circa ±0.1%. Ci sono anche altre variazioni collegate a cicli di 200-300 anni, ma con valori molto inferiori.
Il Sole risulta in effetti dall'analisi statistica una stella di grandezza e luminosità intermedie nella popolazione stellare. 
Per questo motivo, i suoi parametri descrittivi (massa e luminosità in particolare) sono utilizzati come unità di misura per oggetti astronomici di dimensioni comparabili, come le altre stelle, o maggiori come le galassie.
Conoscendo la densità e la massa di una galassia, e presupponendo che sia costituita in prevalenza da stelle come il Sole, si può dedurre il numero di stelle che la compongono.